# 波利卡
波利卡（義大利語：Pollica），名字来源于 古希腊语：pollai oikiai 。是意大利萨莱诺省的一个市镇。总面积27.89平方公里，人口2404人，人口密度86.3人/平方公里（2017年）。ISTAT代码为065098。